# Saharský obchod

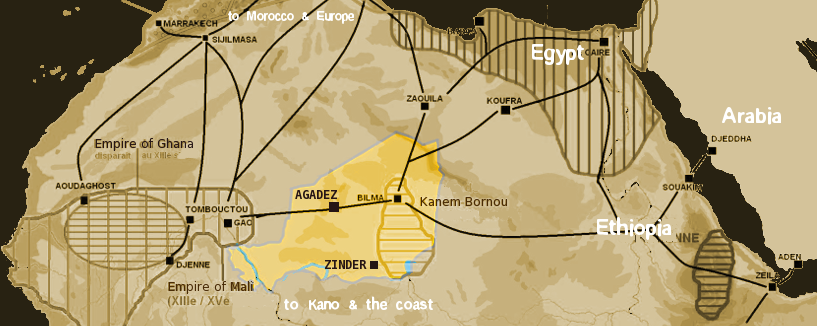
Obchodní trasy okolo roku 1400

Obchod napříč pouští Sahara byl významným faktorem dějin severní Afriky. Je doložen od 3. století, vrchol zažíval od 8. století do začátku 17. století. V předchozích etapách vývoje se jako zvláštní fenomén neustavil, neboť Sahara nebyla pouští jako v současnosti, v období 7000-3000 let př. n. l. je zde naopak doloženo pastevectví a hojná vegetace. To se však změnilo před začátkem letopočtu, kdy začala Sahara vysychat a odřízla středomořskou ekonomiku od hospodářství nigerské pánve. Od té doby vznikl fenomén saharského obchodu jako velmi náročného podniku, založeného na karavanách využívajících velbloudy. Přepravované zboží muselo být velmi vzácné, aby očekávaný zisk převážil vysoké náklady takového podniku a také nebezpečí. Tento obchod se začal formovat kolem roku 300. Podle arabského cestovatele Ibn Battúty, který v polovině 14. století doprovázel jednu z karavan, byla průměrná velikost takové karavany 1000 velbloudů. Je však doloženo, že některé karavany jich měly i 12 000. Vedli je velmi dobře placení Berbeři, kteří znali poušť a mohli zajistit bezpečný průchod územím sobě etnicky blízkých národů, pouštních nomádů. Přežití karavany bylo i tak nejisté. Velkým problémem bylo zásobování vodou. Běžci byli posíláni napřed do oáz, odkud vodu průběžně dopravovali ke karavanám, protože ty nemohly uvézt takovou zásobu vody, aby vystačila na celou cestu. Velkým impulsem k rozvoji obchodu bylo zmohutnění Ghanské říše zhruba v 7. století.
Zpočátku se na sever z jihu po této obchodní cestě vozilo zvláště zlato a na jih ze severu sůl. Je prokázáno, že přepravní poplatek tvořil 80% ceny soli. Centrem obchodu se zlatem byla především Sijilmasa (dnes Maroko, tehdy Almorávidská říše). Od 10. do 19. století byli důležitou komoditou tohoto obchodu otroci. Odhaduje se, že na sever bylo zejména ze západní Afriky exportováno zhruba 7000 otroků ročně. Celkem arabské karavany přepravily odhadem devět milionů otroků. Tyto otroky dodávala především černošská království jako Ghanská říše, Malijská říše, Songhajská říše nebo Kanem-Bornu.
Saharský obchod měl také značný vliv kulturní, v pozdějších fázích svého vývoje sloužil k šíření islámu (a také arabštiny) do subsaharské Afriky. Arabové například Ghaňanům, kteří konvertovali na islám, poskytli obchodní privilegia. Na jih od Sahary z obchodu s karavanami zbohatlo především město Timbuktu. Pád saharského karavanového obchodu způsobil rozvoj evropského námořnictví, zpočátku především portugalského. Obchod po moři byl brzy levnější a bezpečnější než putování karavan. Pustošivý byl také konflikt Maroka se Songhajskou říší na konci 16. století. Obchodní centra jako Timbuktu se už po této válce nikdy nepovznesla na předchozí úroveň.